# 寺西直次
寺西 直次（てらにし なおつぐ）は、安土桃山時代の武将、大名。美濃本田城主。江戸時代初期の加賀藩家老。豊臣家の譜代家臣だったが、関ヶ原後に改易され、前田家臣となった。諱は定時、信乗ともしてある。通称は勝兵衛、初め父と同じ駿河守を称したが、後に備中守と改めた。寺西備中守ともいう。

## 略歴
『尾張志』によると尾州海東郡万馬村の人。羽柴秀吉家臣の寺西駿河守の子。
父と同じく秀吉に仕え、美濃国本巣郡本田城を与えられた。天正18年（1590年）頃、豊臣家直領の太閤蔵入地の近江国長浜10万石の代官に任命された。
文禄元年（1593年）の文禄の役では後備衆の1人として200名を率いて肥前名護屋城に駐屯し、ついで従五位下備中守に叙任された。同3年（1595年）春に伏見城の普請工事を分担した時、すでに知行1万石であった。
慶長3年（1598年）に秀吉が亡くなると遺物・保昌五郎の刀を受領した。
慶長5年（1600年）、直次は伊勢・近江・越前国内に1万石（1万14石とも）を領し、関ヶ原の役では、同じ伊勢の桑名城主氏家行広と共に会津征伐に出陣したが、途中で石田三成の挙兵を聞いて桑名城へ帰還した。行広は東西両軍の誘いを断って中立を宣言したが、受け入れられなかったので、止む終えず直次と共に西軍に与することにして、弟の行継と籠城した。また、浅井畷の戦いの後に、小松城に帰還する丹羽長重の援軍として、奥山正之・上田重安らと共に直次の越前の所領の手勢が送られている。
関ヶ原本戦で西軍が敗北した翌日の9月17日、山岡景友の勧めで降伏して城を出た。寺西家は所領没収となり改易とされた。
直次は剃髪して意閑（いかん）と号して放浪したが、前田利長と懇意にしていたことから、慶長6年（1601年）に前田家（加賀藩）に召し抱えられた。能登の鹿島郡津向村に1,500石を与えられた。
慶安2年（1649年）、高齢で亡くなった。享年93。次男直武が継いた。